# 前田忠男
前田 忠男（まえだ ただお、1964年〈昭和39年〉4月3日 - ）は、日本の陸上自衛官。最終階級は陸将。

## 経歴
千葉県出身。防衛大学校を卒業後（第31期）、1987年陸上自衛隊入隊。1佐までの職種は普通科。
2012年7月26日に陸将補に昇任し、第1空挺団長兼習志野駐屯地司令。要望事項は「心常に空挺を離れず」であった。
2018年8月1日に陸将に昇任し、第7師団長　要望事項は「一騎当千」であった 。
2020年4月15日から第39代北部方面総監を務める。要望事項は「必成」である。
2021年3月26日から第5代陸上総隊司令官に就任。
2023年3月30日に退職。
2023年7月1日から富士通ナショナルセキュリティ事業本部シニアアドバイザー
2024年6月19日から（株）ジョイント・システムズ・サービス取締役会長に就任。現職

## 年表
以下出典無き箇所の出典は全て
- 1987年03月：防衛大学校卒業、陸上自衛隊入隊、陸曹長任命[1]、幹部候補生学校入隊[2]
- 1988年03月：第26普通科連隊[2]
- 1989年08月：第1空挺団普通科群[2]
- 1994年03月：陸上自衛隊幹部学校指揮幕僚課程[2]
- 1998年03月：第18普通科連隊中隊長[2]
- 2000年03月：中央業務支援隊付（政策研究大学院大学研修）[2]
- 2001年
  - 03月：陸上幕僚監部教育訓練部教育課[2]
  - 07月：2等陸佐に昇任
- 2004年03月：陸上幕僚監部監理部総務課[2]
- 2006年
  - 01月：1等陸佐に昇任
  - 03月：中央資料隊付（アメリカ陸軍戦略大学留学）[2]
- 2007年
  - 03月：中央情報隊本部付
  - 08月：統合幕僚監部運用部運用第1課
  - 09月：統合幕僚監部運用部運用第1課防衛警備班長
- 2009年03月：第12普通科連隊長兼国分駐屯地司令[2]
- 2010年07月：陸上幕僚監部装備部装備計画課長
- 2012年07月26日：陸将補に昇任、第1空挺団長兼習志野駐屯地司令[2][3]
- 2013年12月18日：陸上自衛隊幹部候補生学校長兼前川原駐屯地司令[2][8]
- 2015年03月30日：陸上自衛隊研究本部総合研究部長[9]
- 2016年07月01日：陸上幕僚監部防衛部長[10]
- 2018年08月01日：陸将に昇任、第7師団長[5]
- 2020年04月15日：北部方面総監[6]
- 2021年03月26日：陸上総隊司令官[7]
- 2023年03月30日：退職[11]